# Vlag van Ramillies
De vlag van Ramillies is op onbekende datum bij raadsbesluit vastgesteld als de vlag van de Waals-Brabantse gemeente Ramillies. De vlag kan als volgt worden beschreven:
Horizontaal gedeeld door een golvende baan, de bovenste helft horizontaal gedeeld geel-zwart en de onderste helft wit.
De vlag combineert de kleuren en de geometrie van het gemeentewapen.